# Canal del Ferro
Il Canal del Ferro (Cjanâl dal Fier in friulano, Eisental in tedesco, Železna dolina in sloveno o Valle del Fella) è una vallata montana della provincia di Udine, attraversata dal fiume Fella, che separa le Alpi Carniche (Val Pontebbana e Val d'Aupa) ad ovest dalle Giulie (Val Canale, Val Dogna, Val Raccolana e Val Resia) ad est.

## Origine del nome

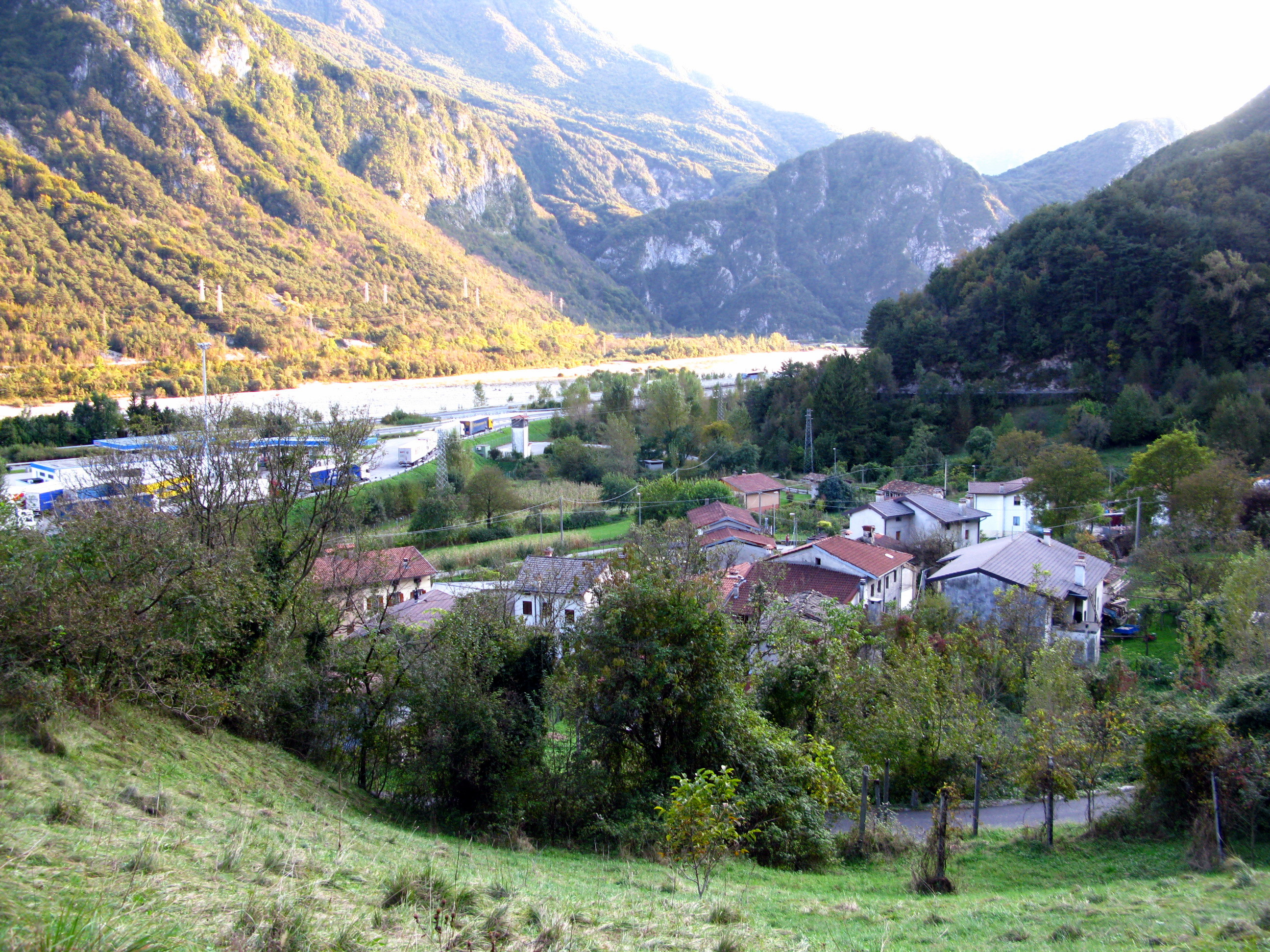
Campiolo di sopra

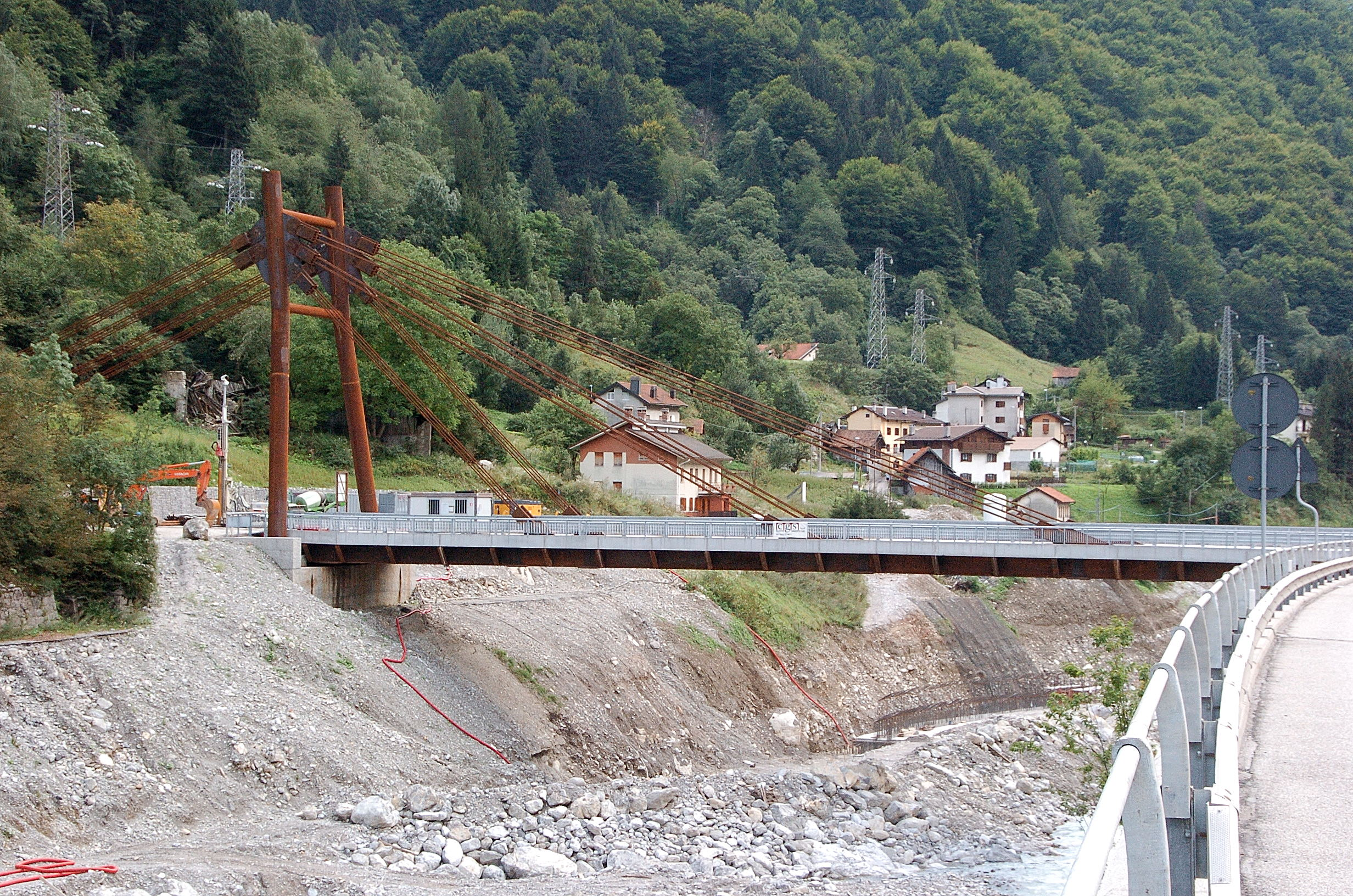
Ponte sul fiume Fella

Il nome, che ufficialmente compare sui documenti fin dal XIII secolo, ma che risale, nell'uso popolare, ai romani, è derivato dal traffico del ferro e di altri metalli che sin dai tempi più remoti si sviluppò tra le miniere di Stiria e Carinzia e i porti dell'Adriatico.

## Geografia
Il Canal del Ferro (Cjanâl dal fier) è una vallata aspra e stretta, con fianchi ripidi e alti, coperta di basso bosco interrotto da roccioni, piccoli ghiaieti e da coste sporgenti che scendono come quinte al fondovalle.
Ha origine a Pontebba (Pontêbe), alla confluenza della Val Pontebbana da nord con la Val Canale da est. Qui la valle piega verso sud attraversando Dogna (Dogne) e Chiusaforte (Scluse), dove, raccolte da sinistra le acque del torrente Raccolana (Raclaniz), curva verso ovest ed arriva a Resiutta (Resiute) e Moggio Udinese (Mueç). Infine, dopo un'altra curva verso sud, dopo un breve tratto le chiare acque del Fella si mescolano con le più scure acque del Tagliamento (Tiliment), presso Amaro (Damâr).

## Infrastrutture e trasporti
Nei tempi moderni vi fu costruita la strada statale 13 detta Pontebbana, che da Venezia conduceva verso l'Austria. Fu rammodernata, rettificata e allargata dopo il terremoto del Friuli del 1976.
Era percorsa anche dalla vecchia ferrovia Pontebbana, a singolo binario, di cui sono ancora ben visibili le ardite opere, tra cui i ponti in ferro. La vecchia linea ferroviaria venne dismessa negli anni '90 del Novecento dopo la costruzione della nuova ferrovia Udine-Tarvisio, a doppio binario e adatta alle alte prestazioni dei mezzi moderni, che scorre prevalentemente in galleria ed è visibile solo in alcuni viadotti.
Sul medesimo tracciato della vecchia ferrovia, riconvertito, ora corre parte del tratto italiano della ciclovia internazionale Alpe Adria (tappa Tarvisio-Venzone, circa 60 km), con alcune delle vecchie stazioni ferroviarie, e in un caso anche un ex treno delle ferrovie Udine-Cividale, trasformati in bar-ristoranti e alloggi per cicloturisti. 
Anche l'autostrada A23 percorre la valle con lunghi tratti sospesi fra le gallerie, incidendo sul paesaggio naturale.

## Galleria d'immagini

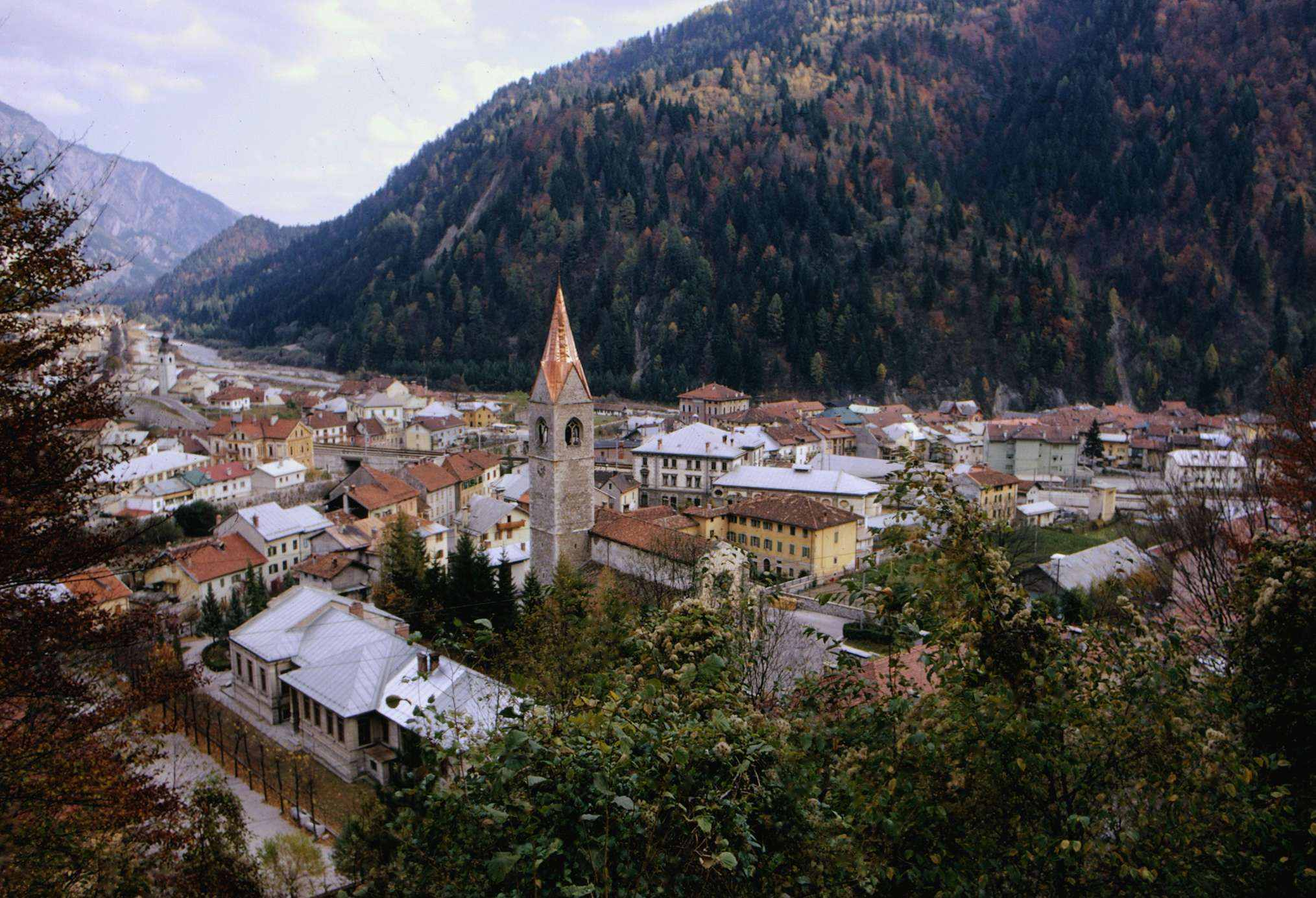
Pontebba
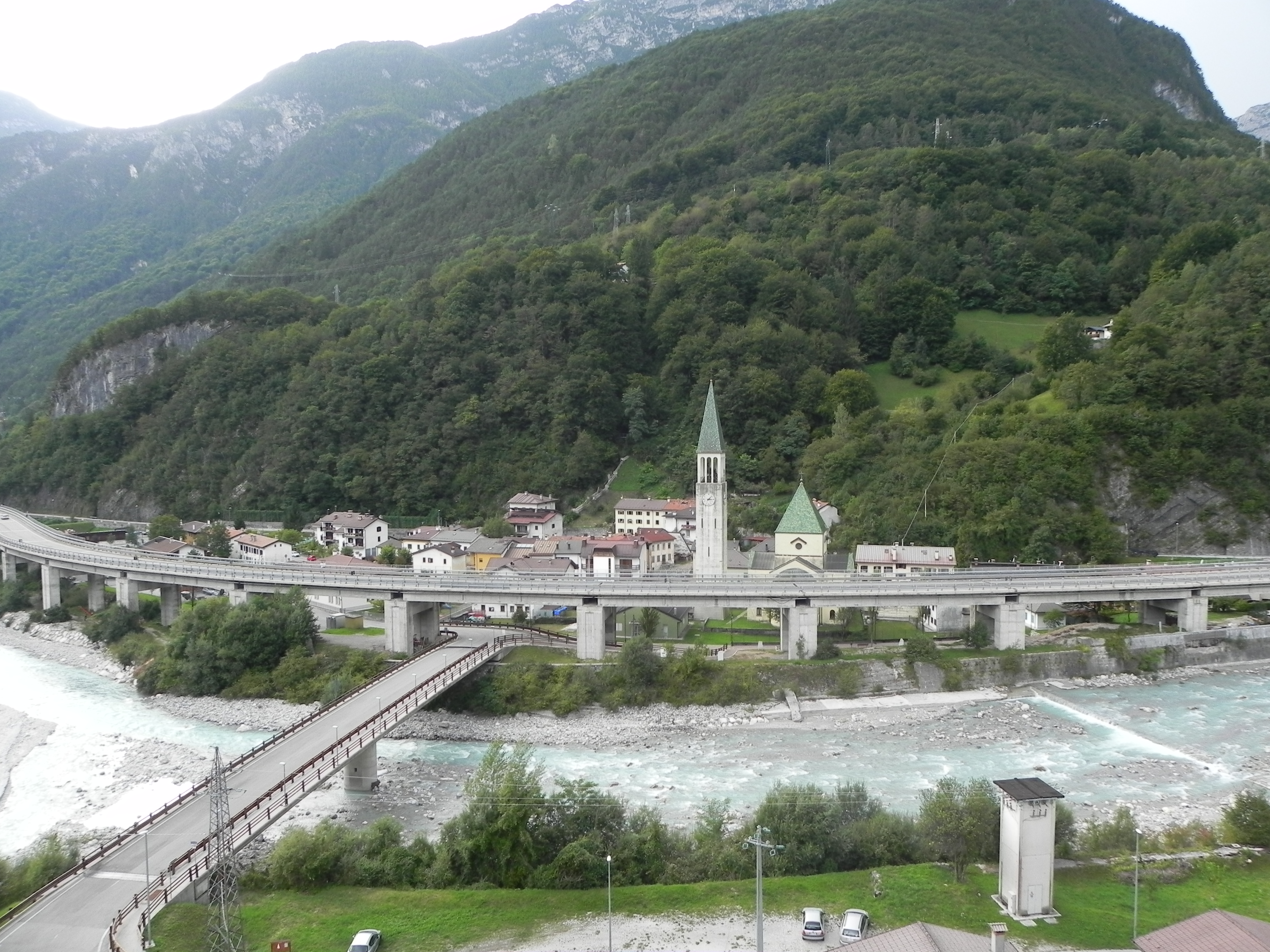
Dogna
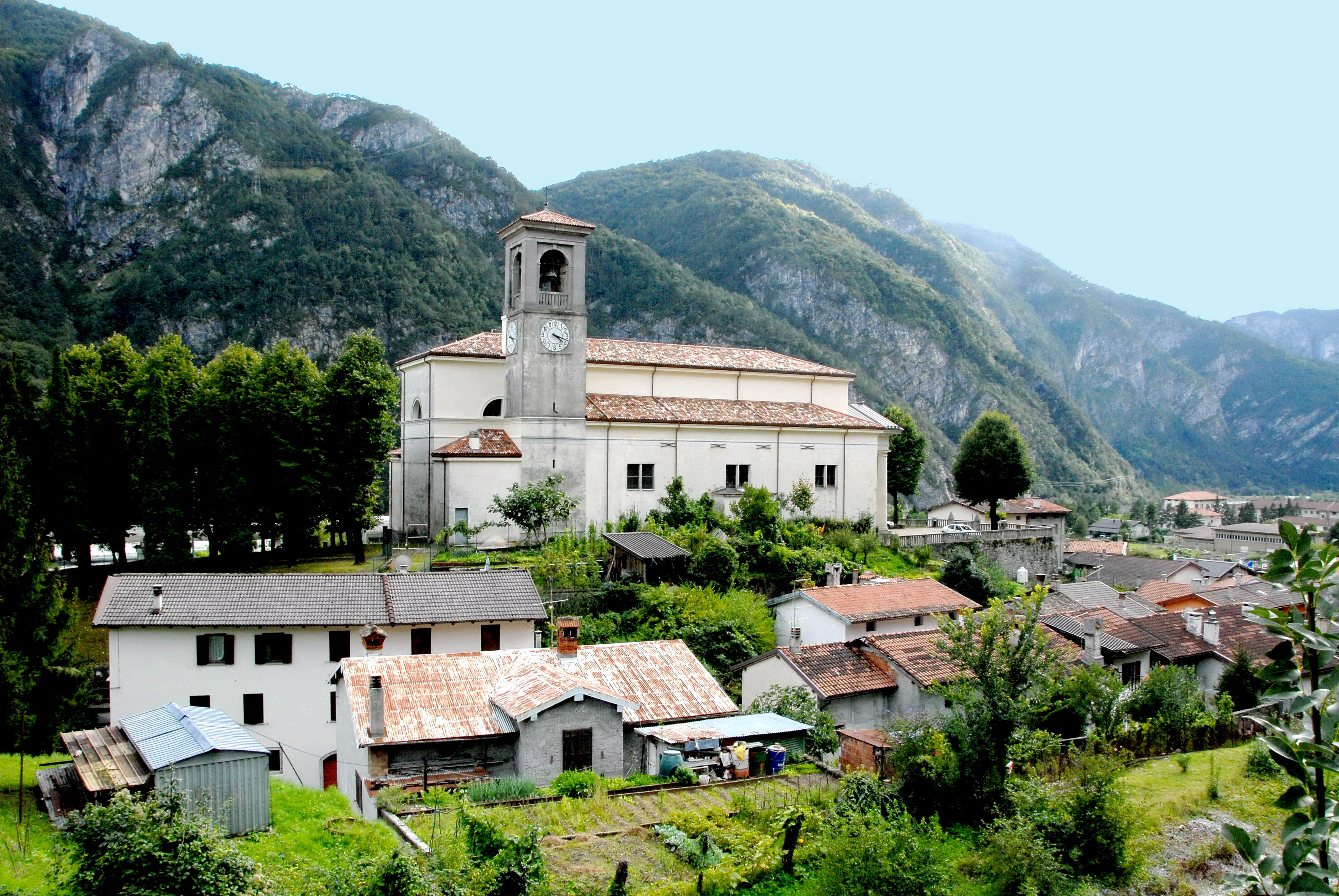
Chiusaforte
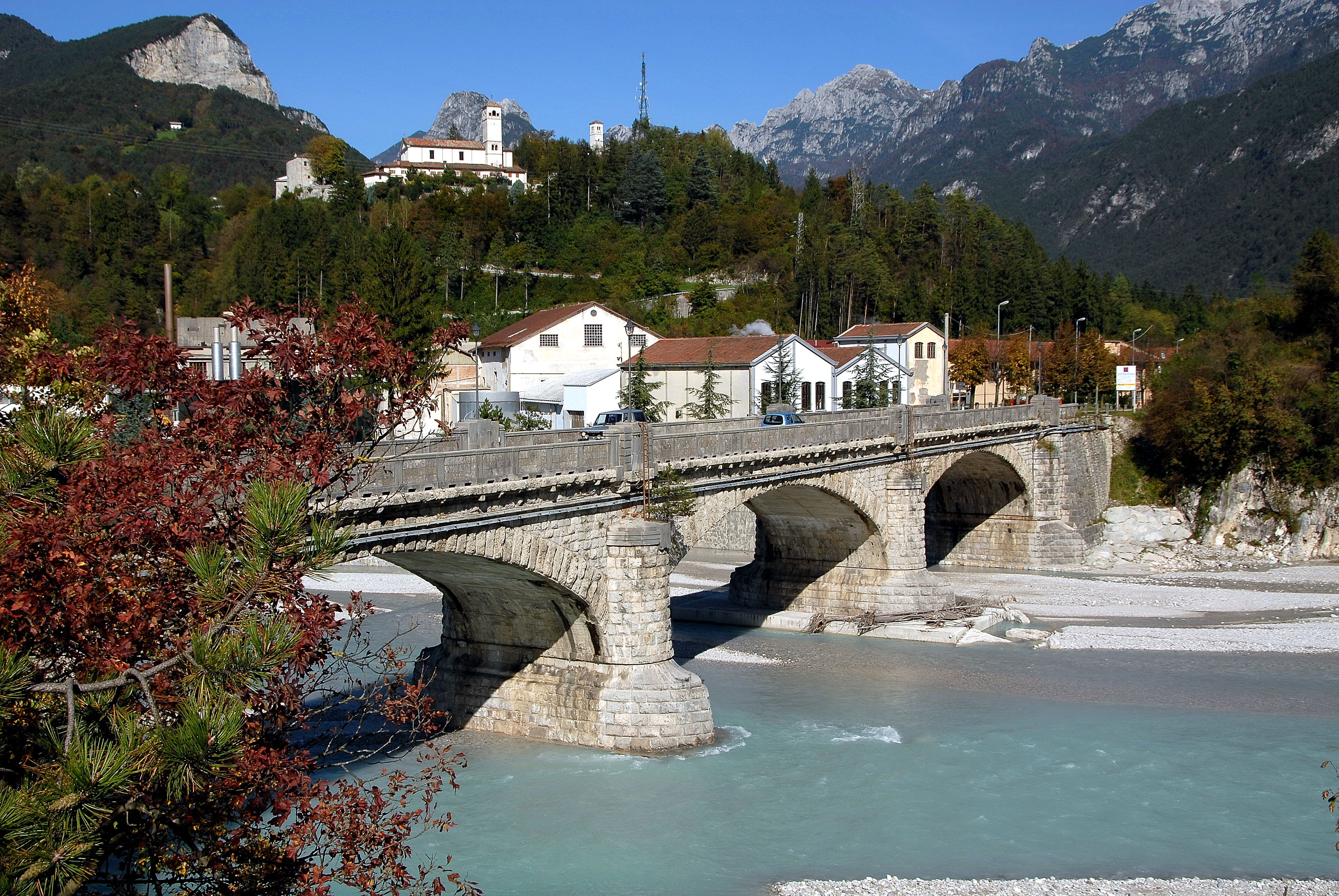
Moggio Udinese
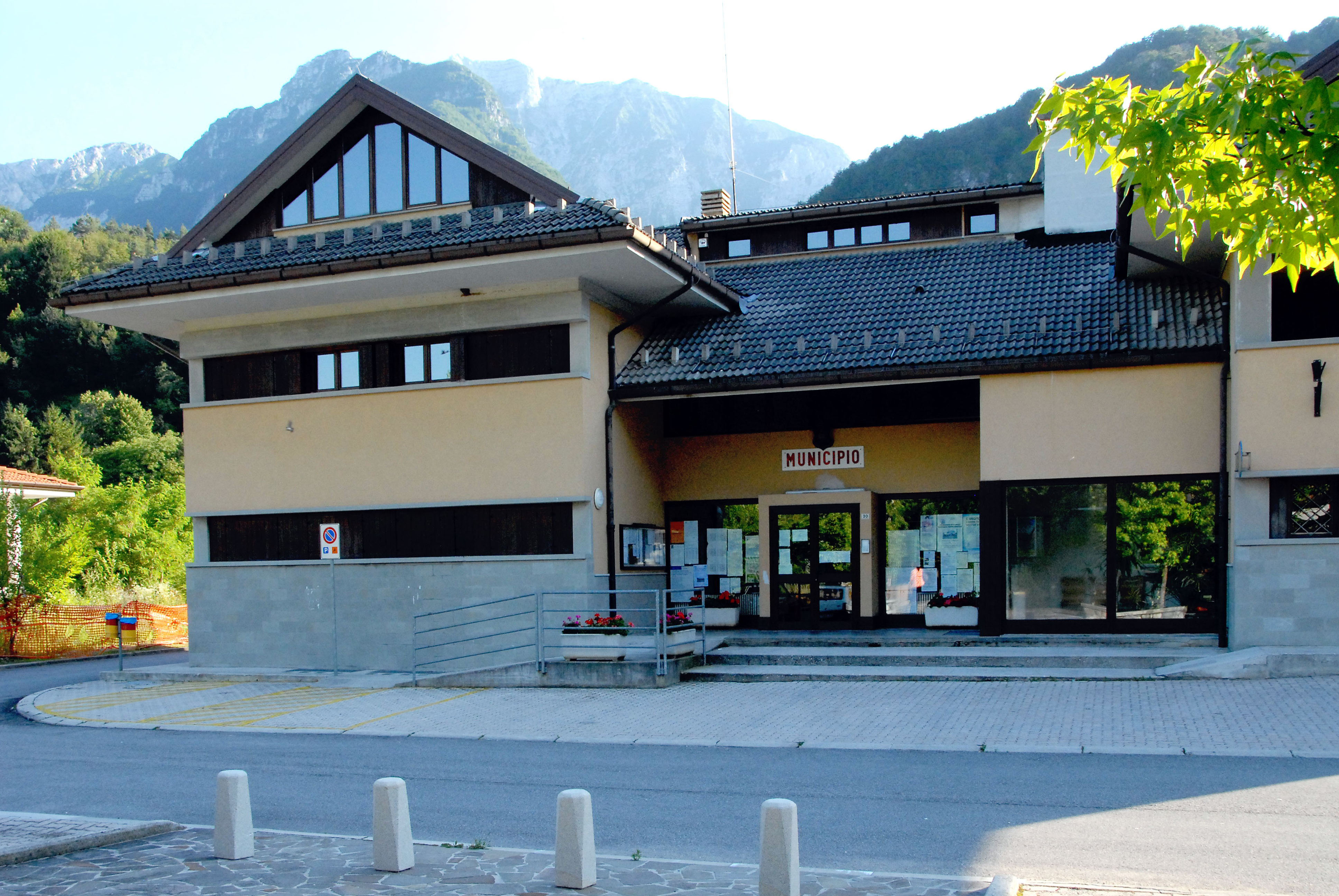
Resiutta
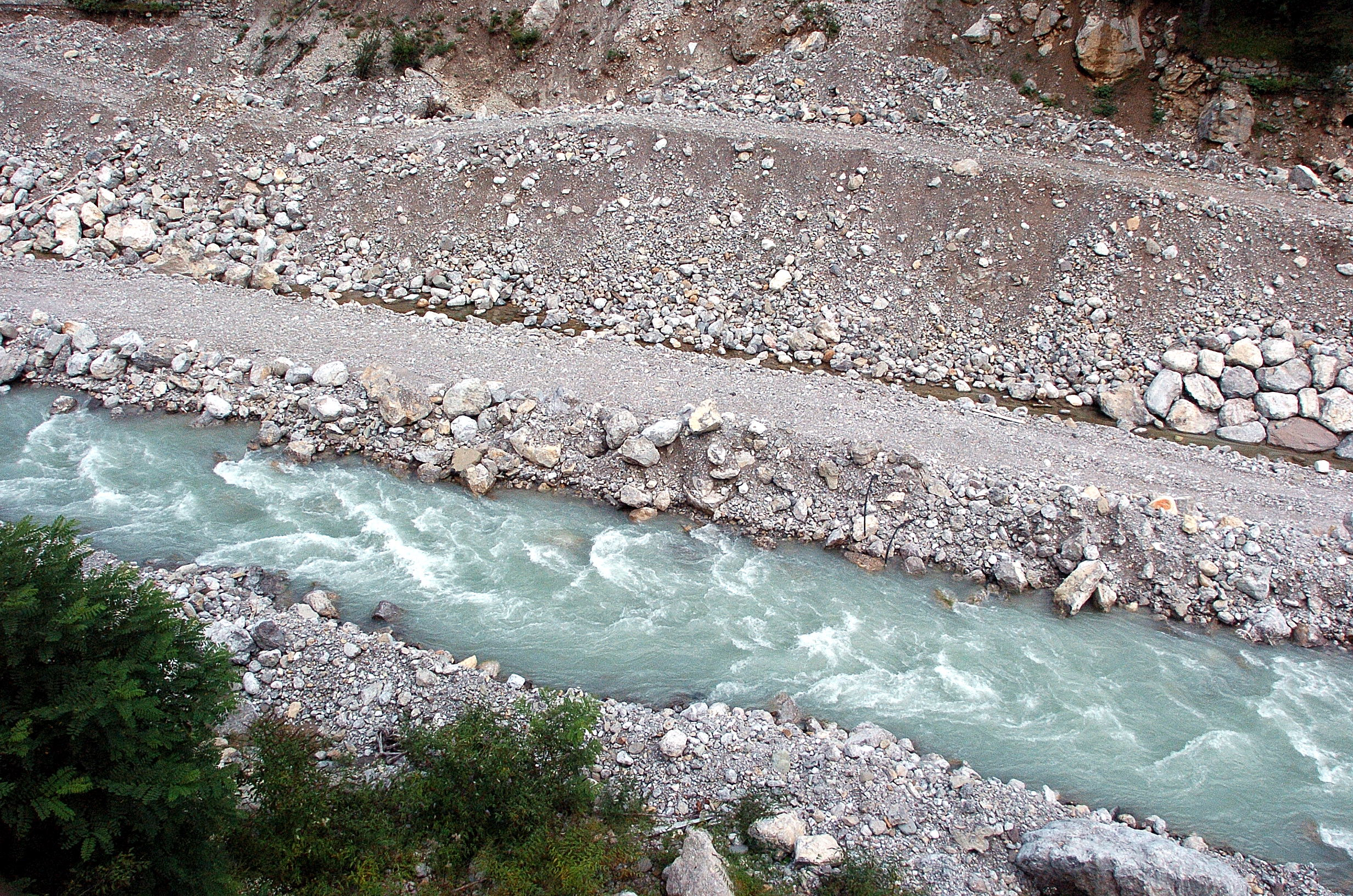
Fiume Fella